# Индо-Малезийское подцарство
Индо-Малезийское подцарство — подцарство во флористическом районировании в биогеографии и экологии. Часть Палеотропического царства. Занимает полуострова Индостан, Индокитай, острова Малайского архипелага, Новую Гвинею, острова Фиджи. На территории подцарства преобладают влажные тропические леса, иначе — экваториальные или гилеи. Климат — экваториальный, субэкваториальный, тропический. Здесь либо отсутствует смена сезонов, либо выделяется два сезона — сухой и влажный. Температура воздуха высока круглый год.
При большой раздробленности территории И.М. п. для его флоры характерно много общих элементов разного таксономического ранга. Характерен высокий эндемизм, — 11 эндемичных семейств, большое число эндемичных родов и видов. Согласно современным данным, здесь сосредоточена самая древняя на Земле флора цветковых растений.
В составе подцарства выделяются:
- Индийская область
- Малезийская область
- Индокитайская область
- Папуасская область
- Фиджийская область